# アブジャ・スタジアム

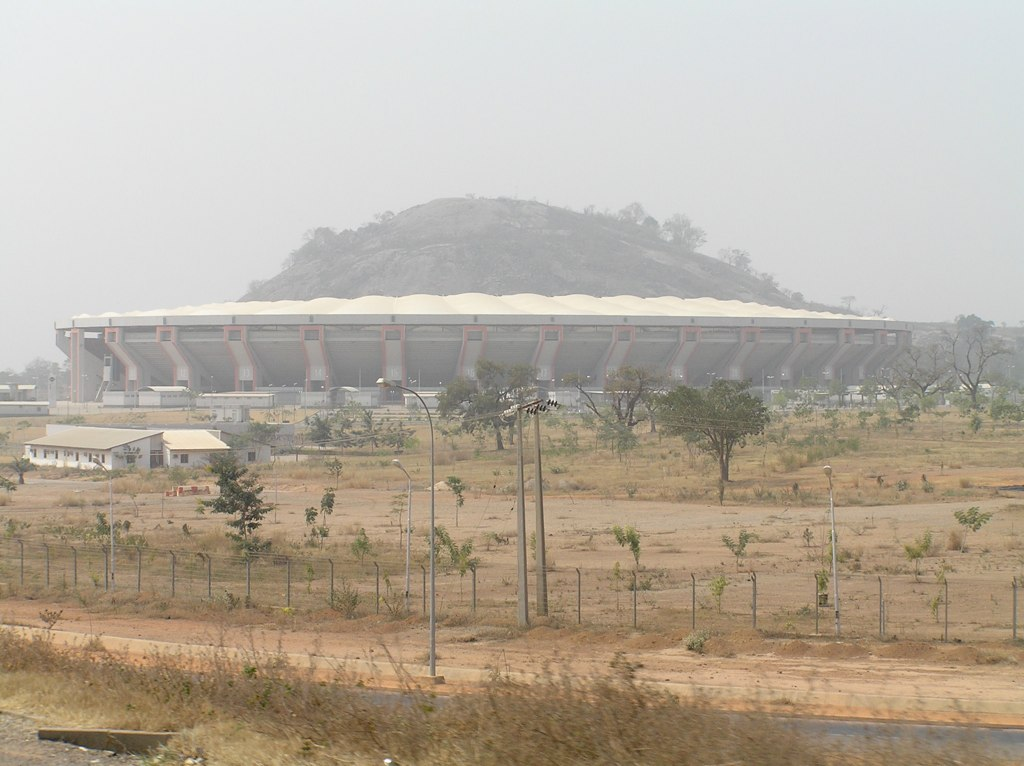
スタジアムの外観

アブジャ・スタジアム（Abja Stadium）はナイジェリアの首都アブジャにある陸上競技場である。

## 概要
アブジャ・スタジアムは2003年のアフリカ競技大会の開催を目的に建設された。
設計者はシュライヒ・ベルガーマン・アンド・パートナー。
当初は2002年のミス・ワールドが開催予定だったが、暴動の影響でロンドンに開催地を変更された。
座席数は60,000席。主にサッカーナイジェリア代表の試合、陸上競技会が中心である。2009年にはFIFA U-17ワールドカップのメイン会場として使用された。